# Platysaurus lebomboensis
Espèce
Statut de conservation UICN

 LC  : Préoccupation mineure
Platysaurus lebomboensis est une espèce de sauriens de la famille des Cordylidae.

## Répartition
Cette espèce se rencontre dans le sud des monts Lebombo au KwaZulu-Natal, au Mpumalanga en Afrique du Sud et en Eswatini et au Mozambique.

## Étymologie
Son nom d'espèce, composé de lebombo et du suffixe latin -ensis, « qui vit dans, qui habite », lui a été donné en référence au lieu de sa découverte.

## Publication originale
- Jacobsen, 1994 : The Platysaurus intermedius complex (Sauria: Cordylidae) in the Transvaal, South Africa, with descriptions of three new taxa. South African Journal of Zoology, vol. 29, n. 2, p. 132-143 (texte intégral).